# Edward Głowacki
Edward  Głowacki (ur. 5 czerwca 1898 w Warszawie, zm. 28 sierpnia 1963 tamże) – polski rysownik, karykaturzysta, malarz.
Umiejętności malarskie i rysowania zdobył w trakcie nauki w Szkole Sztuk Pięknych w Warszawie, doskonaląc je później u Bronisława Kowalewskiego. Aktywny artystycznie co najmniej od 1918 r. Pojął za żonę Felicję Głowacką, która również zajmowała się malarstwem. 
E. Głowacki specjalizował się w portretach, zwłaszcza typu karykatury. Rzadziej tworzył ekslibrisy, martwe natury, obrazy kwiatów i sceny rodzajowe. Uprawiał przede wszystkim rysunek, choć znane są także jego obrazy (akwarele, gwasze). Jako karykaturzysta współpracował z licznymi krajowymi czasopismami, zarówno okresu międzywojennego (najdłużej z Wiadomościami Literackimi i Pionem), jak i powojennego (np. Szpilki). Bardzo często prezentował swoje prace w ramach wystaw różnych polskich organizacji artystycznych, ponadto brał udział m.in. w poznańskiej Powszechnej Wystawie Krajowej w 1929, w trzech Międzynarodowych Wystawach Karykatur (Wiedeń 1932 i 1955 i Sztokholm 1933) i w objazdowej wystawie dzieł sztuki polskiej po Stanach Zjednoczonych trwającej od 1934 do 1936 r. Po wojnie jego karykatury pokazywano na wystawach w wielu krajach socjalistycznych bloku wschodniego, zarówno w Europie, jak i Azji (Chiny, Korea Północna, Wietnam). Miał co najmniej dwie indywidualne wystawy: w Salonie Sztuki Czesława Garlińskiego (1927) i w Art Institute w Milwaukee (USA) w 1936.
Prace E. Głowackiego znajdują się w zbiorach warszawskich muzeów: Muzeum Narodowego, Muzeum Literatury i Muzeum Karykatury.
Uhonorowany nagrodą Miasta Stołecznego Warszawy w roku 1928. 